# السلبار
السِّلِّبَار أو المُحْنِث أو المُحْلِف نجم ثنائي لامع في كوكبة النهر. يطلق على هذا النجم في علم الفلك الحديث اسم Achernar، وهو مشتق من اسم "آخر النهر" الذي هو لنجم آخر في نفس الكوكبة (Theta Eridani/Acamar)، هذا الأخير كان يعتبر قبل القرن السادس عشر آخر نجم في كوكبة النهر. وفي وقت لاحق أضيف النجم Achenar للكوكبة  ومحدد بالتعيين تحت مسمى ألفا النهر ('Alpha Eridani) (α Eridani ، وإختصارا Alpha Eri, α Eri) واسم النجم المرافق لة (Eridani B Alpha Eridani B).
يطلق على هذا النجم في علم الفلك الحديث اسم Achernar، وهو مشتق من اسم آخر النهر الذي هو اسم لنجم آخر في نفس الكوكبة الذي يسمى Acamar (له نفس التأثيل)، يمثل الأخير مصب النهر عند القدماء.
يقع نجم السلبار في الطرف الجنوبي من كوكبة النهر، وهو النجم العاشر في السماء ليلا من حيث السطوع.
السلبار نجم ازرق ساخن . من النوع B. وسرعة دورانة حول نفسة عالية بشكل غير عادي، مما تسبب في أن يصبح مفلطح الشكل. ويصنف مرافقة من نجوم النسق الأساسي نوع-A أو (نجم قزم A) . وبناء على القياسات الفلكية من القمر الصناعي هيباركوس، يقع نجم السلبار على بعد 139 سنة ضوئية (43 فرسخ فلكي) تقريبا من الشمس.

## التسمية
α Eridani الاسم الاتيني للإسم Alpha Eridani في نظام تسمية باير . تسمية العنصرين (Eridani Alpha وB) مستمدة من الاتفاقية التي يستخدمها فهرس واشنطن (WMC) للأنظمة النجوم المتعددة، والمعتمدة من قبل الاتحاد الفلكي الدولي .
النظام يحمل الاسم التقليدي 'Achernar والمستمد من العربية آخر النهر يبدو أن هذا الاسم يشير أصلا إلى النجم آخر النهر ثيتا النهر. الذي يحمل الاسم التقليدي Acamar. في مايو 2016 انشئ الاتحاد الفلكي الدولي فريق عمل الاتحاد الفلكي الدولي للأسماء النجوم (WGSN) لفهرست وتوحيد الأسماء الخاصة للنجوم للمجتمع الفلكي الدولي. . الأسماء الخاصة للنجوم هي أسماء النجوم المتشتقة غالبا من العربية اواللاتينية. وينص فريق WGSN أنه في حالة النجوم المتعددة ينبغي ان ينسب الاسم إلى ألمع مكون من حيث السطوع البصري.، وافق فريق WGSN على اسم Achernar ليكون اسما للنجم Alpha Eridani A يوم 30 يونيو 2016 ومدرج في فهرس الاتحاد الفلكي الدولي لأسماء النجوم.
في اللغة الصينية 水委 والتي معناها المياه الجارية الملتفة منسوبة للمجمة التي تتكون من الفا النهر وزيتا العنقاء وإيتا العنقاء.

## الخصائص

دوران الملحف السريع للغاية شكل سطحة المفلطح

السلبار نجم لامع أزرق كتلتة تقدر بسبعة أضعاف كتلة الشمس ،يقع في السماء الجنوبية ولا يرتفع أبدا فوق الأفق اعلى من 33 درجة شمالا ويرى في نصف الكرة الجنوبي في نوفمبر وبين شروقه وشروق سهيل أكثر بقليل من أربع ساعات. تصنيفة النجمي B6 Vep، ورغم ذلك اشد ضياء من الشمس بحوالي 3,150 مرة
عمليات الرصد بالأشعة تحت الحمراء للنجم باستخدام نظام البصريات التكيفية في المقاريب العظيمة دلت ان للنجم رفيق في مدار قريب. ويعتقد انة من نجوم النسق الأساسي نوع-A أو (نجم قزم A) في تصنيف النجوم النطاق A0V–A3V، مما يشير إلى كتلة نجمية حوالي ضعف كتلة الشمس. وتفصل بين النجمين مسافة 12.3 وحدة فلكية تقريبا والفترة المدارية 14-15 سنة على الأقل.
اعتبارا من عام 2003، السلبار هو أقل النجوم من حيث الشكل الكرى في درب التبانة درس حتى الآن .
و يدور السلبار بسرعة كبيرة بحيث يفترض ان شكلة كروي مفلطح والقطر الاستوائي 56٪ أكبر من قطره القطبي .و محورة القطبي يميل نحو 65 درجة بالنسبة لخط البصر من الأرض. ولأنه في الواقع نجم ثنائي، فهذا قد يفسر سبب شكله المشوه للغاية الذي قد يكون سببة المسار المداري للنجم الرفيق .
وبسبب الشكل المشوه لهذا النجم، هناك اختلاف في درجة الحرارة كبير في خطوط العرض. في القطب قد تكون درجة الحرارة فوق 20000 ك، في حين أنها في خط الاستواء تساوي أو أقل من 10،000 ك، ومتوسط درجة حرارة النجم حوالي 15،000 ك،.
درجات الحرارة القطبية العالية تولد الرياح القطبية السريعة طاردة مادة النجم إلى الخارج، مكونة طوق قطبي من الغاز الساخن والبلازما.
والنجم بالكامل محاط بواسطة غلاف متوسع الذي يمكن الكشف عنه بواسطة انبعاث الأشعة تحت الحمراء الزائد الصادرة منة، أو من خلال انتشار الموجات الكهرومغناطيسية. السلبار له قرص نجمي دوار من الغاز المتأين وهي سمة مشتركة في نجوم بي. أن قرص السلبار غير مستقر وبشكل دوري في تناقص منقبضا لداخل النجم، في سبتمبر عام 2014 رصد اقصى استقطاب لهذا القرص وهو الآن في تناقص.

## و صلة خارجية
- Surface temperature and synthetic spectral energy distributions for rotationally deformed stars
- قاعدة بيانات سيمباد Achernar